# Lucky Iron Fish

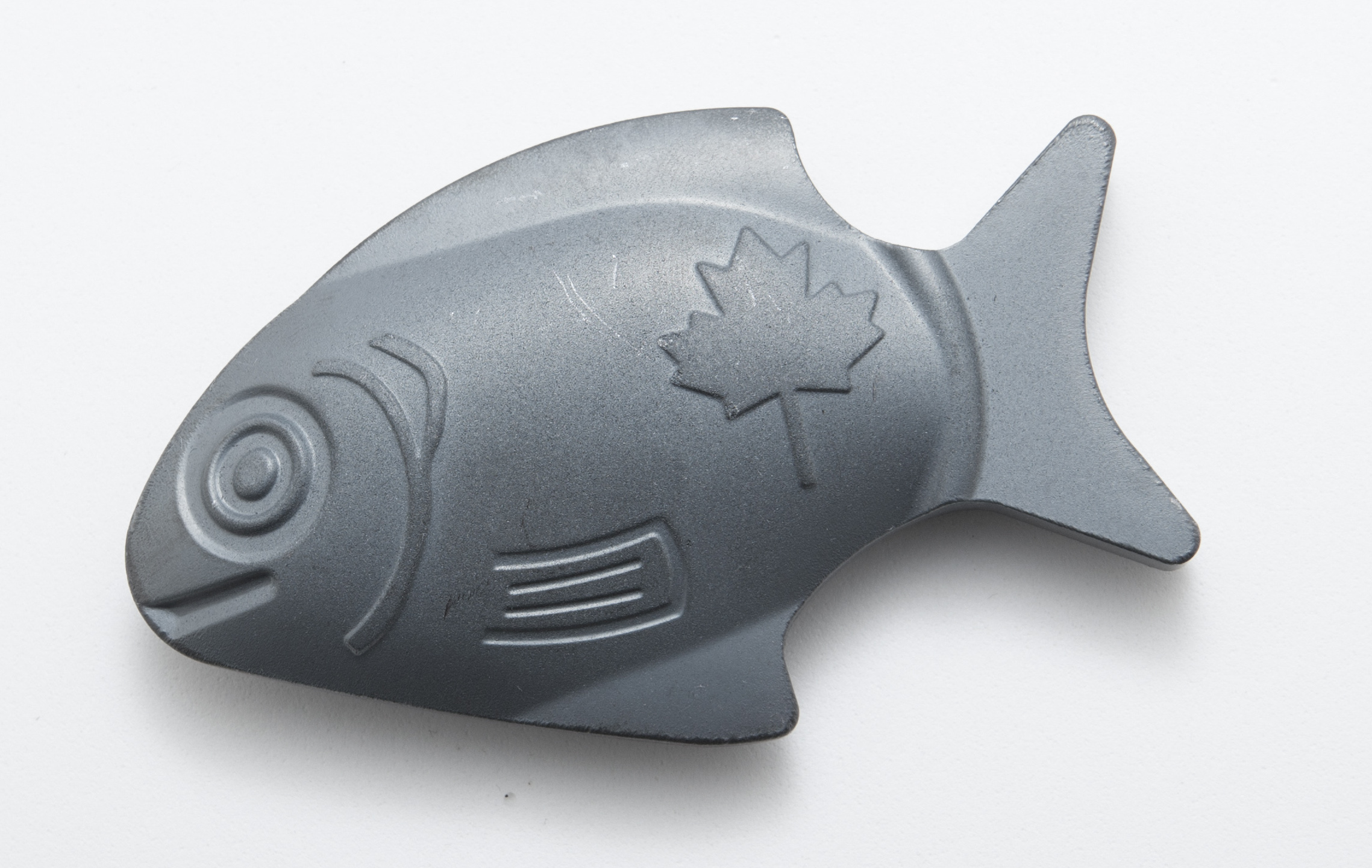
Ein Lucky Iron Fish

Lucky Iron Fish (englisch; übersetzt „glückbringender eiserner Fisch“) ist ein Stück Gusseisen in Fischform, der vom gleichnamigen Unternehmen weltweit kommerziell vertrieben wird. Der Hersteller behauptet, der Eisenfisch solle durch Mitkochen bei der Nahrungsmittelzubereitung in Wasser durch Freisetzung von Eisen die Eisenaufnahme erhöhen.
Es gibt keine ausreichenden wissenschaftlichen Untersuchungen über die Wirksamkeit des Lucky Iron Fishs im Speziellen bei der Eisensupplementierung oder bei Eisenmangel, jedoch ist aus Metaanalysen bekannt, dass das Mitkochen von Eisenbarren oder die Verwendung gusseiserner Töpfe die Konzentration von bioverfügbarem Eisen in der Nahrung und im Blut erhöhen kann.

## Bestandteile
Der Lucky Iron Fish ist 7,6 cm lang und wiegt rund 200 Gramm und besteht aus Eisen und kleineren Anteilen von Kohlenstoff, Silizium, Mangan und Schwefel; eine typische Zusammensetzung von einfachem Stahl.

## Nutzen
Der Nutzen des Lucky Iron Fish ist nicht ausreichend wissenschaftlich belegt. Eine Studie aus dem Jahr 2017 an 340 Frauen mit Anämie im südostasischen Kambodscha zeigte keinen Einfluss des Lucky Iron Fish auf die Hämoglobinkonzentration im Blut nach sechs und zwölf Monaten. Der Lucky Iron Fish ist kein zugelassenes Arzneimittel.

## Geschichte
Ein Biomedizin-Doktorand der kanadischen Universität von Guelph, Christopher Charles, arbeitete einige Zeit in Kambodscha, um, unterstützt von der Canadian International Development Agency, Lösungen für die dortige Eisenmangelproblematik zu suchen.
Seine Forschungsgruppe testete die Akzeptanz von gusseisernen Metallscheiben, die während der Zubereitung von Suppe und Reis in den Kochtopf gelegt werden. Jedoch benutzte fast niemand diese Scheiben, auch wenn der Nutzen dieser Eisenstücke erklärt wurde. Weitere Versuche mit gusseisernen Lotosblumen scheiterten ebenso. Der Durchbruch gelang, als Charles in Gesprächen mit Dorfälteren erfuhr, dass eine bestimmte Fischart – der „try kantrop“ – als Glückssymbol diene. Seither werden diese Eisenfische kommerziell vom Unternehmen „Lucky Iron Fish“ produziert. Bis Mitte 2015 wurden 9.000 Eisenfische an Nichtregierungsorganisationen und Krankenhäuser verteilt.
Im Jahr 2015 gewann die Marketing Agentur „Geometry Global“ aus Dubai mit dem Lucky Iron Fish den Grand Prix für Produktdesign beim Cannes Lions International Festival of Creativity in Cannes. Ihr wurde allerdings vorgeworfen, sich das Produkt zu eigen gemacht zu haben, obwohl die Entwicklung, das Design und die Produktion durch andere stattfand.